# جائحة فيروس كورونا في موناكو
```
توثق هذه المقالة آثار 
جائحة فيروس كورونا لعام 2019-2020
 في 
موناكو
، وقد لا تتضمن جميع الاستجابات والتدابير والإجراءات الرئيسية في الآن.
```

وصل وباء الفيروس التاجي 2019-2020 إلى موناكو في 29 فبراير 2020. يبلغ عدد سكانها 38,300 (حتى 31 ديسمبر 2018) ، في 29 مارس معدل الإصابة هو حالة واحدة لكل 890 نسمة.

## خلفية
في 12 يناير 2020، أكدت منظمة الصحة العالمية عن ظهور فيروس كورونا المستجد كسبب للمرض التنفسي الذي أصاب مجموعة من الأشخاص في مدينة ووهان، مقاطعة خوبي، الصين، إذ أُبلغ عنهم إلى منظمة الصحة العالمية في 31 ديسمبر 2019. كانت نسبة الوفيات بين الحالات المُشخصة بكوفيد-19 أقل بكثير من جائحة فيروس سارس في عام 2003، لكن انتقال العدوى كان أكبر، والوفيات أيضًا.

## الجدول الزمني
في 29 فبراير 2020، أعلنت موناكو عن حالتها الأولى، حيث تم نقل رجل تم إدخاله في مركز مستشفى الأميرة غريس ثم نقل إلى مستشفى جامعة نيس في فرنسا.
وفي 14 مارس 2020، أمرت الحكومة بإغلاق دور الحضانة والصالات الرياضية والحدائق والمعالم الأثرية والمدارس. كما تم تعليق حفل القديس باتريك.
في 16 مارس 2020، أصبح رئيس حكومة موناكو سيرج تيلي أول رئيس حكومة أظهر نتائج إيجابيةً لاختبار الفيروس كورونا المستجد 2019.
في 17 مارس 2020، وللمرة الأولى في عهده، خاطب ألبيرالثاني الأمة في خطاب جاد يتحدث عن تعزيز تدابير الحجر الصحي. بعد ذلك بيومين، أصبح ألبير أول رئيس دولة يظهر نتائج إيجابيةً لاختبار الفيروس كورونا المستجد 2019. نفى في وقت لاحق تلميحات بأنه أصاب تشارلز ، أمير ويلز في حدث حضره الاثنان في لندن في 10 مارس.
في 19 مارس 2020، ألغي سباق موناكو الكبير بعد أن عجز المنظمون عن إعادة ترتيب موعد للسباق بعد الموعد المحدد في 24 مايو ، وبه تكون أول مرة لم يقام في ستة وستين عامًا.
في 25 مارس 2020، أعلنت الحكومة أن عدد الأشخاص المصابين بالفيروس التاجي قد وصل إلى 31.

## وصلات خارجية
- حالات الفيروس التاجي كوفيد-19 العالمية و البيانات التاريخية من طرف جامعة جونز هوبكنز